# Teodora III.
Teodora  (grško starogrško Θεοδώρα  [Theodōra]) je bila cesarica Bizantinskega cesarstva, ki je kot socesarica sestre Zoe  vladala dva meseca  leta 1042 in kot samostojna cesarica od 11. januarja 1055 do 31. avgusta 1056, * okoli 980, † 31. avgust 1056. 
Teodora je bila zadnja cesarica iz Makedonske dinastije, ki je vladala skoraj dvesto let.  Po njeni smrti se je začelo obdobje upadanja, ki je trajalo do prihoda Alekseja I. Komnena leta 1081.

## Zgodnje življenje
Bila je najmlajša čerka bizantinskega cesarja Konstantina VIII. in njegove žene Helene.:503 Bila je zakonita princesa, zato so leta 996 nanjo gledali kot na morebitno nevesto cesarja Svetega rimskega cesarja Otona III..:253 Oče je namesto nje izbral starejšo sestro Zoo, vendar je Oton III. še pred poroko umrl.:259 Teodora je od takrat živela odmaknjeno življenje v cesarski palači gynaeceum.:269
Ko njen stric Bazilij II. umrl brez otrok, oče pa brez moškega naslednika, so jo potisnili v središče državne politike.:265 Bila je inteligentna in imela močan in klen značaj, zato je kljubovala svojemu očetu, ki jo je hotel prisiliti v poroko z njegovim izbranim naslednikom Romanom Argirjem. Izgovarjala se je, da je bil že poročen, čeprav je njegova žena ravno zaradi Romanove poroke v cesarsko družino odšla v samostan.:465 Teodora je nadalje trdila, da sta z Romanom tretja bratranca, kar je pretesno krvno sorodstvo za njuno poroko.:270 Konstantin je zato leta 1028 namesto nje izbral starejšo sestro Zoo.:257
Po prihodu Romana na bizantinski prestol se je Teodora ponosna umaknila v gynaeceum in se posvetila predvsem verskim opravilom,:276 kar pa je ni obvarovalo pred sestrino zavistjo. Zoa Teodori nikoli ni odpustila, da ji je oče dajal prednost pred njo.:269 Zoa je zato pregovorila svojega moža, da je enega od svojih zaupnih mož imenoval za vodjo Teodorinega gospodinjstva z nalogo, da za njo vohuni. :469 Kmalu zatem so Teodoro obtožili, da s Presijanom Bolgarskim načrtuje zaroto in prevzem prestola. Presijana so oslepili in poslali v samostan, Teodore pa niso obsodili, ampak so ji leta 1031 pripisali novo zaroto, tokrat s sirmijskim arhontom Konstantinom Diogenom.:627 Teodoro so zaprli v samostan Petrion, Zoa pa jo je kasneje na obisku prisilila, da je sprejela svete zaobljube.:471 V samostanu je ostala trinajst let. Zoa je medtem vladala skupaj z možem Romanom III., po njegovi smrti pa z njegovim naslednikom Mihaelom IV..

## Zoina socesarica
Malo pred smrtjo Mihaela IV. decembra 1041 je Zoa posinovila njegovega nečaka in naslednika Mihaela V..:495 Teodori je obljubila, da jo bo spoštovala, vendar jo je takoj izgnala v samostan na Prinčevih otokih z obtožbo, da je poskušala umoriti cesarja.:295 Njeno ravnanje in imenovanje cesarja, ki ni bil iz Makedonske dinastije, je v Konstantinoplu povzročilo ljudsko vstajo. Mihaela V. je množica 19. aprila 1042 odstavila in podprla ne samo Zoo, ampak tudi Teodoro. Mihael, ki se je na vsak način hotel obdržati na prestolu, je Zoo takoj pripeljal s Prinčevih otokov in jo pokazal ljudstvu,:297 njegovo vztrajanje, da bo vladal skupaj z njo, pa je ljudstvo zavrnilo.:496 Ključni dvorjani so se odločili, da vihrava Zoa potrebuje sovladarko, in sicer njeno sestro Teodoro. Delegacija na čelu s patricijem Konstantinom Kabasilom:298  je takoj odšla v samostan Petrion prepričat Teodoro, da postane Zoina socesarica, kar je odločno zavrnila.:496   Delegacija jo je nazadnje le prepričala, izvlekla iz samostana in jo iz samostanskih oblačil preoblekla v cesarska.:298 Na zboru v Hagiji Sofiji so jo nato razglasili za Zoino sovladarko.:299 Po kronanju je množica napadla cesarsko palačo in prisilila Mihaela, da je pobegnil v samostan.:299
Zoa je takoj prevzela oblast in poskušala prisiliti Teodoro, da se vrne v samostan, vendar sta tako senat kot prebivalstvo zahtevala, da ostane na prestolu.:497 Teodorino prvo dejanje je bila ureditev odnosov z odstavljenim Mihaelom V.. Neodločna Zoa mu je nameravala odpustiti neprimerno ravnanje in ga osvoboditi, Terodora pa je imela trše stališče. Sprva mu je zagotovila varnost, potem pa ga je ukazala oslepiti in izgnati v samostan.:301
Teodora je bila uradno mlajša cesarica. Njen prestol je stal malo za Zoinim, v resnici pa je bila gonilna sila državne uprave. Sestri sta se osredotočili predvsem na brzdanje prodaje javnih služb in sodstvo.:498 Mihael Psel je trdil, da je bila njuna vladavina popolna polomija, Ivan Skilica pa, da sta bili zelo vestni pri popravljanju zlorab prejšnjih vladarjev.:305
Četudi sta se Zoa in Teodora skupaj udeleževali sej senata in uradnih sprejemov, je kmalu postalo jasno, da so med njima precejšnja trenja.:306 Zoa je bila še vedno ljubosumna na Teodoro in ni imela nobenih želja, da bi vladala cesarstvu, hkrati pa državnih poslov ni želela prepustiti Teodori. Dvor se je razcepil na pristaše ene in druge vladarice.:306 Po dveh mesecih vedno večjih nesoglasij je Zoa začela iskati novega moža, ki bi potisnil Teodoro v ozadje in onemogočil njen očiten talent za upravljanje cesarstva.:499 Zoa se je 11. junija 1042 poročila s Konstantinom IX. Monomahom in nanj prenesla vladarske dolžnosti.:307 Sestri sta uradno ostali cesarici. Teodora se  je še vedno pojavljala na vseh uradnih dogodkih, vso oblast pa je dejansko prevzel njen svak. Na dvoru je še vedno imela precejšen vpliv, kar dokazuje aretacija in oslepitev Ivana Evnuha, vplivnega ministra na dvorih Romana III., Mihaela IV. in Mihaela V., ki je po padcu Mihaela V. živel v izgnanstvu.:499
Konstantinovo dajanje prednosti svoji priležnici od samega začetka vladanja je sprožilo govorice, da namerava ubiti Zoo in Teodoro.:307 Govorice so prerasle v upor, ki se je končal s pojavo cesaric na balkonu cesarske palače in njuno izjavo, da jima ne preti nobena nevarnost.:503

## Vrnitev na prestol
Zoa je umrla leta 1050, Konstantin IX. pa 11. januarja 1055. Ko je umiral, je svoje svetovalce, predvsem logothetesa tou dromou Ivana, naj se ne ozirajo na Teodorine pravice do prestola  in naj bizantinsko krono prenesejo na bolgarskega duxa Nikiforja Protevona.:527 Načrte jim je prekrižala Teodora, ki je kljub temu, da je bila stara sedemdeset let, odločno  zahtevala svoje  mirujoče pravice do prestola. Vrnila se je iz samostana in sklicala senat. Cesarska garda jo je tik pred Konstantinovo smrtjo razglasila za cesarico.:596
Sledila je čistka visokih uradnikov in poveljnikov evropskih vojaških enot. Na Teodorin ukaz je bil odpuščen in izgnan tudi Nikifor Brienij, katerega so zahodne tagme domnevno nameravale razglasiti za cesarja.:329:597 Zaplenila je njegove posesti in z dvora pregnala vse njegove pristaše.:527
Drugo  obdobje njene vladavine se je nadaljevalo tam, kjer se je končalo prvo.:270 S trdno državno upravo je obvladala nedisciplinirane plemiče in preprečila številne zlorabe. Svoj ugled je pokvarila s prekomerno strogostjo do osebnih sovražnikov in nepotrebnim zaposlovanjem hlapčevskih svetovalcev, vključno z vplivnim ministrom Leonom Paraspondilom.:528 Na vojaške in dvorne položaje je postavila evnuhe s svojega dvora. Odstavila je celo sposobnega generala Izaka Komnena in na njegovo mesto imenovala nepomembnega funkcionarja.:528 V svojih rokah je poskušala zbrati čim več moči. Osebno je začela predsedovati senatu in reševati civilne spore, ki so bili sicer v pristojnost vrhovnega sodišča. Z imenovanjem klerikov je užalila patriarha Mihaela Kerularija, ki  je menil, da so za to pristojni moški in ne ženske.:2038
Neizogibna posledica njenih ukrepov je bila želja Leona Paraspondila in njegovih pristašev, da preko postarane cesarice sami  prevzamejo oblast, medtem ko je patriarh Mihael Kerularij zagovarjal stališče, naj se cesarica poroči, kar bi zelo poenostavilo nasledstvo prestola. Noben načrt se ni uresničil. 
Teodora je konec avgusta 1056 zbolela in nekaj dni kasneje umrla, stara 76 let.:529 Ker ni imela otrok in je bila zadnja članica Makedonske dinastije, je na priporočilo svojega svetovalca Leona Paraspondila za svojega naslednika izbrala enega od svojih ljubljencev, nekdanjega vojaškega finančnega ministra Mihaela VI.  Stratiotika.:1366 V upanju, da bo ozdravela, je svojemu nasledniku prisegla, da bo do smrti izpolnjevala  njegove ukaze, vendar je samo nekaj ur kasneje umrla.:327
Mihael VI. ni bil v sorodu z Makedonsko dinastijo, ki je vladala 189 let, zato ni dobil splošne politične podpore. Sledilo je obdobje sporov in bitk za prestol med različnimi plemiškimi družinami, ki se je končalo leta 1081 s prihodom Komnenske dinastije.

### Primarni viri
- Mihael Psel. Chronographia.

### Sekundarni viri
- Norwich, John Julius (1993). Byzantium: The Apogee. London : Penguin Books. COBISS 7402099. ISBN 978-014-011448-5.
- Kazhdan, Alexander, ur. (1991). Oxford Dictionary of Byzantium. New York ; Oxford : Oxford University Press. ISBN 978-0-19-504652-6.
- Garland, Lynda (1999). Byzantine Empresses: Women and Power in Byzantium AD 527–1204. London : Routledge. ISBN 978-0-415-14688-3.
- A. Canduci (2010). Triumph and Tragedy: The Rise and Fall of Rome's Immortal Emperors. Pier 9 Books. ISBN 978-1-74196-598-8.
- Treadgold, Warren T. (1997). A History of the Byzantine State and Society. Stanford, CA: Stanford University Press. COBISS 8439138. ISBN 978-0-8047-2630-6.
- George Finlay. History of the Byzantine Empire from 716 – 1057. William Blackwood & Sons, 1853.
- Chisholm, Hugh, urednik (1911). Theodora (daughter of Constantine VIII.). Encyclopædia Britannica 26 (11. izdaja). Cambridge University Press.

| Teodora III. Makedonska dinastijaRojen: 984 Umrl: 31. avgust 1056 |                                                                                             |                       |
| Vladarski nazivi                                                  |                                                                                             |                       |
| Predhodnik: Mihael V. in Zoa                                      | Cesarica Bizantinskega cesarstva 1042-1056 z Zoo (1042-1050) s Konstantinom IX. (1042-1055) | Naslednik: Mihael VI. |